# Coro da Osesp
O Coro da Osesp é um coro sinfônico existente na cidade de São Paulo e administrado pela Fundação Orquestra Sinfônica do Estado de São Paulo. Sediado na Sala São Paulo, durante duas décadas foi regido por Naomi Munakata e tornou-se um dos grupos vocais de referência no Brasil. Atualmente sob regência do Maestro Preparador William Coelho, o grupo é formado por 47 cantores de sólida formação musical e atua em apresentações a cappella ou junto com a Orquestra Sinfônica do Estado de São Paulo, abordando diferentes períodos musicais, com ênfase nos séculos XX e XXI.

## História
Fundado em 1994 por Aylton Escobar como Coro Sinfônico do Estado de São Paulo, originalmente o grupo era formado por 80 cantores e sediado na Universidade Livre de Música Tom Jobim (ULM), no bairro do Bom Retiro. Seu primeiro maestro foi José Ferraz de Toledo e, em 1995, Naomi Munakata assumiu a regência do coro.
Dois anos depois, em 1997, houve a reformulação da Orquestra Sinfônica do Estado de São Paulo, conduzida pelo maestro John Neschling. Desde então os dois grupos, orquestra e coro, passaram a se relacionar. O primeiro concerto com a "Nova Osesp", então reformulada, foi em 1997 no Theatro São Pedro. O mesmo concerto aconteceu em 1999 na histórica inauguração da Sala São Paulo, com a apresentação da Sinfonia nº 2 de Mahler. Neste mesmo ano, o Coro Sinfônico do Estado de São Paulo finalmente foi integrado à orquestra e, em 2001, passou a chamar-se Coro da Osesp.
Sob regência de Naomi Munakata, o grupo recebeu o Prêmio Carlos Gomes de Melhor Grupo Coral nos anos de 1999 e 2001. Em 2006, o Coro fez uma turnê pela Espanha e, em 2009, gravou seu primeiro disco, Canções do Brasil, que inclui obras de Osvaldo Lacerda, Francisco Mignone, Camargo Guarnieri, Marlos Nobre e Villa-Lobos, entre outros compositores brasileiros. Em 2013, o grupo lançou um CD dedicado à obra de seu fundador, Aylton Escobar, disponível para download gratuito no site da Osesp.
No ano de 2014, Naomi Munakata recebeu o título de Regente Honorária do Coro da Osesp e, no fim de 2015, após 20 anos à frente do grupo, deixou sua direção. Desde então, o grupo passou a receber maestros convidados ao longo de suas temporadas, e, de 2017 a 2019, Valentina Peleggi ocupou o cargo de Regente Titular do coro. William Coelho é atualmente o Maestro Preparador do Coro da Osesp.
Entre 2016 e 2020, Naomi Munakata dirigiu o Coral Paulistano Mário de Andrade.